# On the Jump (film fra 1918)
On the Jump er en amerikansk stumfilm fra 1918 af Raoul Walsh.

## Medvirkende
- George Walsh - Jack Bartlett
- Frances Burnham - Margaret Desmond
- James A. Marcus - William Desmond
- Henry Clive - Otto Crumley
- Ralph Faulkner - Woodrow Wilson